# Anthelephila macilentus
Anthelephila macilentus es una especie de coleóptero de la familia Anthicidae.

## Distribución geográfica
Habita en Senegal.